# 原碳酸四乙酯
原碳酸四乙酯是一种有机化合物，是假想化合物原碳酸C(OH)4的四乙酯。

## 历史
原碳酸四乙酯于1864年首次被报道。

## 制备
原碳酸四乙酯可以由剧毒的三氯硝基甲烷开始合成，产率只有46-49至58%：
类似原碳酸四甲酯，从四氯甲烷开始的合成路线没有得到四乙氧基甲烷。
相较三氯硝基甲烷，毒性较低的三氯乙腈合成原碳酸四乙酯可以得到更高的产率（85%）。另一种绕过有问题的反应物的替代反应是二烷基锡二醇盐与二硫化碳在高温高压下的反应：
最近的合成直接从乙醇钠、四氯化锡和二硫化碳开始合成原碳酸四乙酯。

## 性质
原碳酸四乙酯是一种清澈、芳香或水果味的液体，粘度低，对强酸和强碱不稳定。

## 用处
原碳酸四乙酯可用作溶剂或是CH酸性化合物（例如酚和羧酸）的烷基化试剂。它和胺、烯醇醚和磺酰胺反应， 形成螺环化合物。螺环原碳酸盐（SOCs）具有一定的工业意义，因为它们可用作添加剂，以减少环氧化物聚合过程中的收缩（它们用于膨胀单体）。